# Merscheider Busch
Merscheider Busch ist eine Ortslage in der bergischen Großstadt Solingen. Der Merscheider Busch war ein bedeutender Industriestandort für die Stadt Merscheid/Ohligs bzw. Solingen, dort hatte das Maschinenbauunternehmen Friedrich Blasberg bis zu seiner Schließung Ende der 1990er Jahre seinen Firmensitz. Außerdem wurde nordöstlich von Merscheider Busch 1849 das Unternehmen C. Rob. Hammerstein gegründet, das heute zu Adient gehört. Dort befindet sich heute noch ein Entwicklungszentrum für Autositze mit etwa 200 Beschäftigten.

## Lage und Beschreibung
Der Ort liegt in Solingen-Merscheid an einem nördlichen Talhang des Viehbachtales, nördlich der Viehbachtalstraße an der heutigen Straße Schwarze Pfähle. Bei Merscheider Busch befindet sich die Anschlussstelle Merscheid an die Viehbachtalstraße. Die Straße Merscheider Busch zweigt bei Weckshäuschen von der Landesstraße 141, der Merscheider Straße, ab und erschließt heute einen kleinen Gewerbepark. Dort befinden sich auch einige Wohnhäuser. Östlich des Gewerbeparks liegt das Entwicklungszentrum der Firma Adient. 
Benachbarte Orte sind bzw. waren (von Nord nach West): Fürk, Schwarzenhäuschen, Weckshäuschen, Linden, Merscheid, Dahl, Dahler Hammer, Schmalzgrube, Schorberg, Junkernhäuschen, Obenmankhaus sowie Fürker Irlen.

## Etymologie
Merscheider Busch ist eine Flurbezeichnung, die an den Hofschaftsnamen Merscheid angelehnt ist. Die Bezeichnung Busch deutet auf ein bewaldetes Gelände hin.

## Geschichte
Der Ort entstand vermutlich im 19. Jahrhundert. Die Topographische Aufnahme der Rheinlande von 1824, die Preußische Uraufnahme von 1844 sowie die Topographische Karte des Regierungsbezirks Düsseldorf von 1871 verzeichnen den Ort noch nicht. Er tritt erst in der Preußischen Neuaufnahme von 1893 als Merscheiderbusch in Erscheinung. Merscheider Busch gehörte zur Bürgermeisterei Merscheid, die im Jahre 1891 in Ohligs umbenannt wurde. Mit der Städtevereinigung zu Groß-Solingen im Jahre 1929 wurde Merscheider Busch ein Ortsteil Solingens. Im Gemeindelexikon für die Provinz Rheinland von 1888 werden sechs Wohnhäuser mit 34 Einwohnern angegeben. 1895 besitzt der Ortsteil fünf Wohnhäuser mit 30 Einwohnern.
Merscheider Busch war ein bedeutender Industriestandort für Solingen. Bereits im Jahre 1849 wurde an der Merscheider Straße nordöstlich des Ortes die Firma C. Rob. Hammerstein gegründet. Der Automobilzulieferer, der sich auf die Fertigung von Sitzstrukturen spezialisiert hat, wurde 2010 von Johnson Controls übernommen und 2016 an Adient verkauft. Heute besteht am Standort Merscheid ein Entwicklungszentrum mit mehr als 200 Beschäftigten. Im Zuge der Industrialisierung entstand auch das Maschinenbauunternehmen Friedrich Blasberg 1885 in der Stadt Merscheid, das sich auf die Herstellung von Galvanisierungsapparaten spezialisierte. Es war einer der bedeutendsten Arbeitgeber der Stadt Solingen, das Unternehmen profitierte von dem Aufschwung in der Automobilindustrie nach dem Zweiten Weltkrieg. Als Folge des industriellen Strukturwandels kam es ab den 1990er Jahren zum Niedergang des Unternehmens, das erst mit anderen Unternehmen der Branche fusionierte, dann Personal entließ und am Ende der 1990er Jahre den Standort am Merscheider Busch aufgab.
Als einer der wenigen tatsächlich realisierten Abschnitte der geplanten Autobahn 54 entstand am Ende der 1970er Jahre auf dem Teilstück An der Gemarke bis Mangenberg eine vierspurige Kraftfahrstraße durch das südlich von Merscheider Busch gelegene Viehbachtal. Die neu gebaute vierspurige Straße Schwarze Pfähle verband die Merscheider Straße durch das Viehbachtal mit der Friedenstraße und teilte die ehemalige Straße  Merscheider Busch: Im Osten blieb der Straßenname  Merscheider Busch erhalten, im Westen wurde er in Irlenfeld geändert. Abzweigend von der Straße  Schwarze Pfähle entstand die Anschlussstelle Merscheid für die Viehbachtalstraße, die als L 141n am 31. August 1979 dem Verkehr übergeben wurde. Nach zahlreichen Anwohnerbeschwerden über zu viel Lärm wurden im Folgejahr einige Maßnahmen für einen verbesserten Lärmschutz eingeleitet. Der Weiterbau der Viehbachtalstraße zwischen Mangenberg und dem Frankfurter Damm erfolgte bis 1981. Ein weiterer Ausbau unterblieb; die A 54 wurde nie fertiggestellt.:55

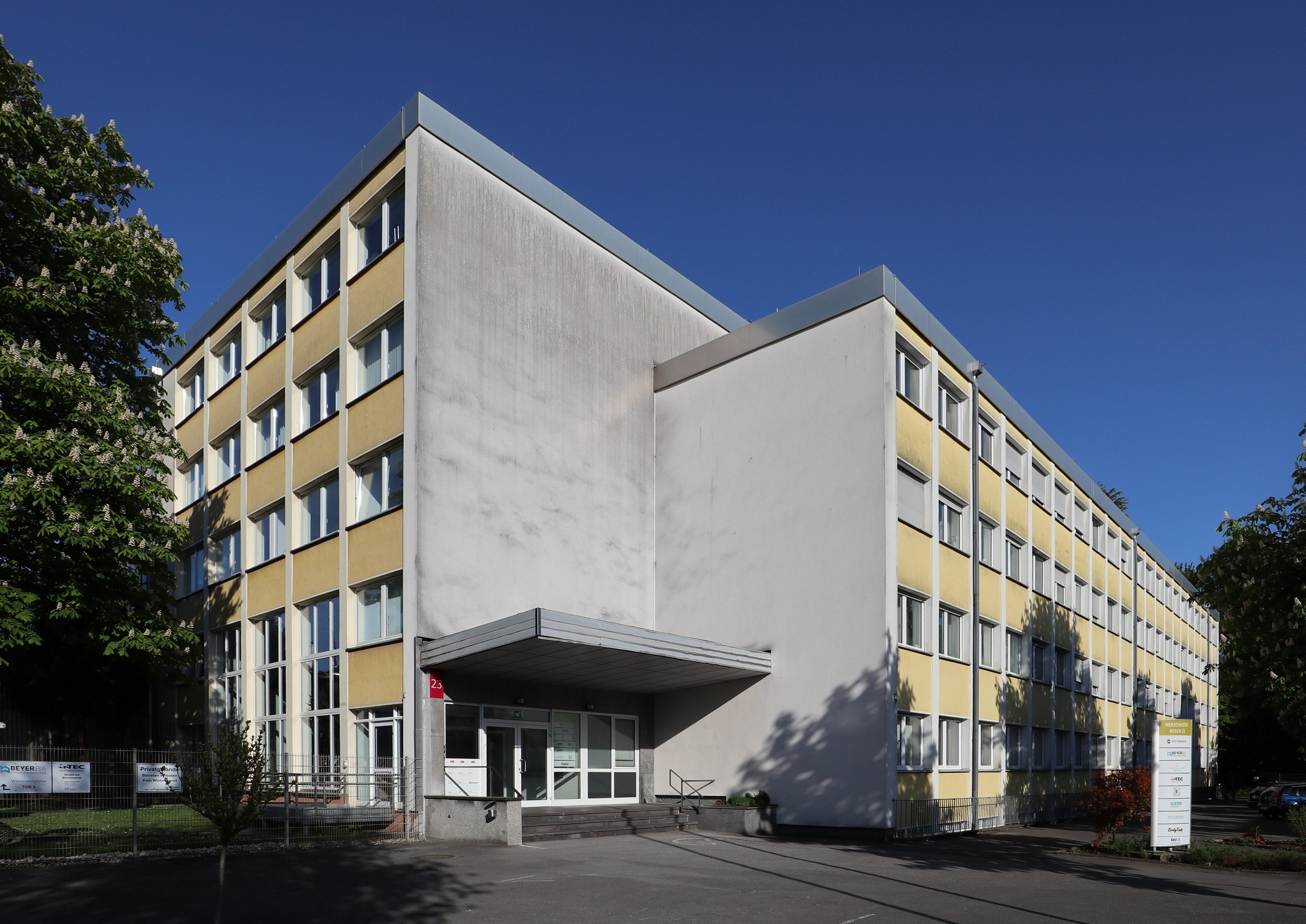
Ehemaliges Finanzamt Solingen-West, heute Gewerbepark

Bis zur Zusammenlegung der beiden Solinger Finanzämter Ost (Goerdelerstraße) und West im Neubau an der Goerdelerstraße in Solingen-Mitte im Jahr 2013 hatte das Finanzamt Solingen-West seinen Sitz im ehemaligen Verwaltungsgebäude der Firma Friedrich Blasberg am Merscheider Busch. Heute nutzen das Gebäude mehrere Solinger Firmen in der Form eines Gewerbeparks.